# مارکوس بنکس
مارکوس بنکس (انگلیسی: Marcus Banks؛ زادهٔ ۱۹ نوامبر ۱۹۸۱) بازیکن بسکتبال اهل ایالات متحده آمریکا است. از باشگاه‌هایی که در آن بازی کرده‌است می‌توان به نیو اورلینز پلیکانز، فینیکس سانز، میامی هیت، باشگاه بسکتبال پاناتینایکوس، بوستون سلتیکس، تورنتو رپترز، و مینه‌سوتا تیمبرولوز اشاره کرد.